# Eo biển Miyako
Eo biển Miyako (宮古海峡 (Cung Cổ hải giáp) Miyako-kaikyō) là eo biển giữa đảo Miyako ở phía nam và đảo Okinawa ở phía bắc trong chuỗi đảo Ryukyu của Nhật Bản.

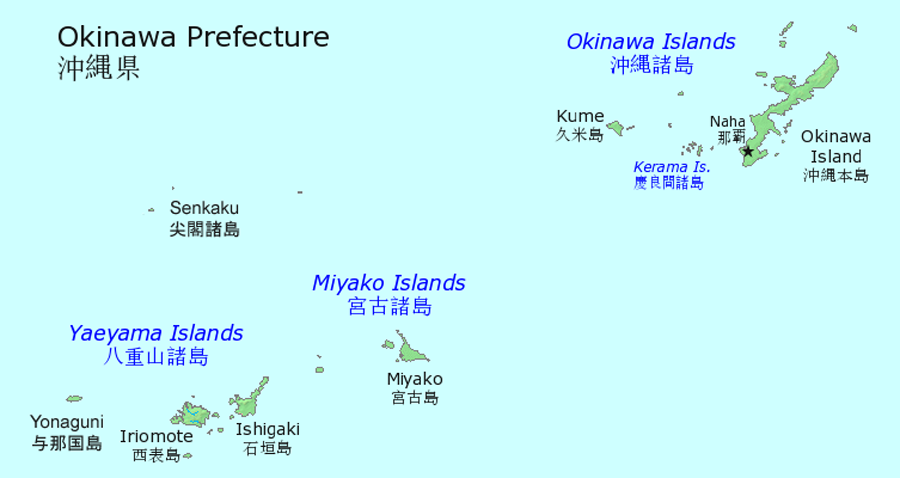
Eo biển Miyako giữa đảo Miyako và Okinawa

Eo biển Miyako rộng khoảng 300 cây số và là hải lộ trọng yếu thông biển Hoa Đông và Thái Bình Dương. Eo biển này không thuộc lãnh hải hay không phận của Nhật Bản nhưng thuộc khu vực do Nhật kiểm soát. Đối với Trung Hoa, đây là cửa ngõ chiến lược để các chiến thuyền ra đại dương.